# أرخايف
أرخايف (بالإنجليزية: arXiv)‏ (دمج لكلمة أرشيف "archive" كما تُنطق بالإنجليزية (أركايف), والحرف "X" المستمد من الحرف اليوناني خاي χ) بحيث تُنطق في النهاية «أركايف» أو «أرخايف». أرخايف هو أرشيف لمسودات أوراق علمية إلكترونية مكتوبة في مجالات الفيزياء، الرياضيات، الفلك، علم الحاسوب، والإحصاء التي يمكن الوصول إليها عبر الإنترنت. هذه الأرشيفات موجودة على موقع arXiv.org.

## وصلات خارجية
- الموقع الرسمي